# Campionato mondiale di hockey su pista Under-20 2007
Il Campionato mondiale di hockey su pista Under-20 2007 è stata la terza edizione della massima competizione per le rappresentative Under-20 di hockey su pista maschili maggiori e fu organizzata dalla Fédération Internationale de Roller Sports. La competizione si svolse dal 25 novembre al 1º dicembre 2007 a Santiago del Cile in Cile.
La vittoria finale è andata alla nazionale della Spagna che si è aggiudicata il torneo per la prima volta nella sua storia.

## Formula
Il campionato del mondo Under-20 2005 vide la partecipazione di sedici squadre nazionali e fu strutturato in due fasi distinte. Nella prima fase le nazionali partecipanti furono divise in quattro gironi da quattro squadre ciascuno; tali gironi furono organizzati tramite un girone all'italiana con gare di sola andata; erano assegnati tre punti per l'incontro vinto, un punto a testa per l'incontro pareggiato e zero la sconfitta. Al termine della prima fase le prime due selezioni nazionali di ogni gruppo disputarono la fase finale ad eliminazione diretta (quarti di finale, semifinali e finale) per l'assegnazione del titolo.

## Squadre partecipanti
| Squadra     | Part. Nº | Partecipazioni precedenti al torneo |
| ----------- | -------- | ----------------------------------- |
| Angola      | 1        | Esordiente                          |
| Argentina   | 3        | 2003, 2005                          |
| Australia   | 3        | 2003, 2005                          |
| Brasile     | 2        | 2005                                |
| Cile        | 2        | 2005                                |
| Colombia    | 3        | 2003, 2005                          |
| Ecuador     | 1        | Esordiente                          |
| Francia     | 2        | 2003                                |
| Germania    | 2        | 2005                                |
| Inghilterra | 3        | 2003, 2005                          |
| Italia      | 1        | Esordiente                          |
| Portogallo  | 2        | 2003                                |
| Spagna      | 2        | 2005                                |
| Stati Uniti | 3        | 2003, 2005                          |
| Sudafrica   | 1        | Esordiente                          |
| Svizzera    | 1        | Esordiente                          |

Nota bene: nella sezione "partecipazioni precedenti al torneo" le date in grassetto indicano la squadra che ha vinto quell'edizione del torneo

## Svolgimento del torneo

### Prima fase

#### Girone A
| Pos | Squadra     | Pt | G | V | N | P | GF | GS | DG  |
| --- | ----------- | -- | - | - | - | - | -- | -- | --- |
| 1.  | Argentina   | 9  | 3 | 3 | 0 | 0 | 35 | 5  | +30 |
| 2.  | Svizzera    | 6  | 3 | 2 | 0 | 1 | 35 | 5  | +30 |
| 3.  | Stati Uniti | 3  | 3 | 1 | 0 | 2 | 6  | 35 | -29 |
| 4.  | Australia   | 0  | 3 | 0 | 0 | 3 | 3  | 34 | -31 |

| Santiago del Cile 25 novembre 2007 | Australia | 0 – 15 | Svizzera |  |

| Santiago del Cile 25 novembre 2007 | Argentina | 15 – 1 | Stati Uniti |  |

| Santiago del Cile 26 novembre 2007 | Stati Uniti | 1 – 17 | Svizzera |  |

| Santiago del Cile 26 novembre 2007 | Argentina | 15 – 0 | Australia |  |

| Santiago del Cile 27 novembre 2007 | Argentina | 5 – 3 | Svizzera |  |

| Santiago del Cile 27 novembre 2007 | Stati Uniti | 4 – 3 | Australia |  |

#### Girone B
| Pos | Squadra   | Pt | G | V | N | P | GF | GS | DG  |
| --- | --------- | -- | - | - | - | - | -- | -- | --- |
| 1.  | Spagna    | 9  | 3 | 3 | 0 | 0 | 33 | 2  | +31 |
| 2.  | Colombia  | 6  | 3 | 2 | 0 | 1 | 14 | 16 | -2  |
| 3.  | Angola    | 3  | 3 | 1 | 0 | 2 | 6  | 7  | -1  |
| 4.  | Sudafrica | 0  | 3 | 0 | 0 | 3 | 4  | 32 | -28 |

| Santiago del Cile 25 novembre 2007 | Angola | 5 – 0 | Sudafrica |  |

| Santiago del Cile 25 novembre 2007 | Spagna | 12 – 1 | Colombia |  |

| Santiago del Cile 26 novembre 2007 | Colombia | 3 – 0 | Angola |  |

| Santiago del Cile 26 novembre 2007 | Spagna | 17 – 0 | Sudafrica |  |

| Santiago del Cile 27 novembre 2007 | Colombia | 10 – 4 | Sudafrica |  |

| Santiago del Cile 27 novembre 2007 | Spagna | 4 – 1 | Angola |  |

#### Girone C
| Pos | Squadra     | Pt | G | V | N | P | GF | GS | DG  |
| --- | ----------- | -- | - | - | - | - | -- | -- | --- |
| 1.  | Cile        | 9  | 3 | 3 | 0 | 0 | 23 | 2  | +21 |
| 2.  | Portogallo  | 6  | 3 | 2 | 0 | 1 | 60 | 4  | +56 |
| 3.  | Inghilterra | 3  | 3 | 1 | 0 | 2 | 25 | 20 | +5  |
| 4.  | Ecuador     | 0  | 3 | 0 | 0 | 3 | 1  | 83 | -82 |

| Santiago del Cile 25 novembre 2007 | Cile | 8 – 0 | Inghilterra |  |

| Santiago del Cile 25 novembre 2007 | Portogallo | 47 – 0 | Ecuador |  |

| Santiago del Cile 26 novembre 2007 | Cile | 11 – 1 | Ecuador |  |

| Santiago del Cile 26 novembre 2007 | Inghilterra | 0 – 12 | Portogallo |  |

| Santiago del Cile 27 novembre 2007 | Inghilterra | 25 – 0 | Ecuador |  |

| Santiago del Cile 27 novembre 2007 | Cile | 4 – 1 | Portogallo |  |

#### Girone D
| Pos | Squadra  | Pt | G | V | N | P | GF | GS | DG |
| --- | -------- | -- | - | - | - | - | -- | -- | -- |
| 1.  | Francia  | 9  | 3 | 3 | 0 | 0 | 8  | 2  | +6 |
| 2.  | Italia   | 6  | 3 | 2 | 0 | 1 | 6  | 4  | +2 |
| 3.  | Germania | 3  | 3 | 1 | 0 | 2 | 4  | 6  | -2 |
| 4.  | Brasile  | 0  | 3 | 0 | 0 | 3 | 4  | 10 | -6 |

| Santiago del Cile 25 novembre 2007 | Francia | 3 – 2 | Brasile |  |

| Santiago del Cile 25 novembre 2007 | Italia | 2 – 1 | Germania |  |

| Santiago del Cile 26 novembre 2007 | Brasile | 2 – 4 | Italia |  |

| Santiago del Cile 26 novembre 2007 | Francia | 4 – 0 | Germania |  |

| Santiago del Cile 27 novembre 2007 | Francia | 3 – 0 | Italia |  |

| Santiago del Cile 27 novembre 2007 | Brasile | 0 – 3 | Germania |  |

### Fase finale

#### Tabellone principale
|  | Quarti di finale                    | Quarti di finale                    | Quarti di finale                    |                                     |                                     | Semifinali                          | Semifinali                          | Semifinali                          |                                     |                                     | Finale                              | Finale                              | Finale                              |                                     |                                     |
|  |                                     |                                     |                                     |                                     |                                     |                                     |                                     |                                     |                                     |                                     |                                     |                                     |                                     |                                     |                                     |
|  | Santiago del Cile, 29 novembre 2007 |                                     |                                     |                                     |                                     |                                     |                                     |                                     |                                     |                                     |                                     |                                     |                                     |                                     |                                     |
|  | A1                                  | Argentina                           | 5                                   |                                     |                                     |                                     |                                     |                                     |                                     |                                     |                                     |                                     |                                     |                                     |                                     |
|  | B2                                  | Colombia                            | 0                                   |                                     |                                     | Santiago del Cile, 30 novembre 2007 | Santiago del Cile, 30 novembre 2007 | Santiago del Cile, 30 novembre 2007 | Santiago del Cile, 30 novembre 2007 | Santiago del Cile, 30 novembre 2007 |                                     |                                     |                                     |                                     |                                     |
|  |                                     |                                     |                                     |                                     | A1                                  | Argentina                           | 1                                   |                                     |                                     |                                     |                                     |                                     |                                     |                                     |                                     |
|  | Santiago del Cile, 29 novembre 2007 | Santiago del Cile, 29 novembre 2007 | Santiago del Cile, 29 novembre 2007 | Santiago del Cile, 29 novembre 2007 |                                     | C2                                  | Portogallo                          | 2                                   |                                     |                                     |                                     |                                     |                                     |                                     |                                     |
|  | D1                                  | Francia                             | 0                                   |                                     |                                     |                                     |                                     |                                     |                                     |                                     |                                     |                                     |                                     |                                     |                                     |
|  | C2                                  | Portogallo                          | 5                                   |                                     |                                     |                                     |                                     |                                     |                                     |                                     | Santiago del Cile, 1º dicembre 2007 | Santiago del Cile, 1º dicembre 2007 | Santiago del Cile, 1º dicembre 2007 | Santiago del Cile, 1º dicembre 2007 | Santiago del Cile, 1º dicembre 2007 |
|  |                                     |                                     |                                     |                                     |                                     |                                     |                                     |                                     |                                     |                                     | C2                                  | Portogallo                          | 2                                   |                                     |                                     |
|  | Santiago del Cile, 29 novembre 2007 | Santiago del Cile, 29 novembre 2007 | Santiago del Cile, 29 novembre 2007 | Santiago del Cile, 29 novembre 2007 | Santiago del Cile, 29 novembre 2007 |                                     |                                     |                                     |                                     |                                     | B1                                  | Spagna                              | 1                                   |                                     |                                     |
|  | B1                                  | Spagna                              | 4                                   |                                     |                                     |                                     |                                     |                                     |                                     |                                     |                                     |                                     |                                     |                                     |                                     |
|  | A2                                  | Svizzera                            | 0                                   |                                     |                                     | Santiago del Cile, 30 novembre 2007 | Santiago del Cile, 30 novembre 2007 | Santiago del Cile, 30 novembre 2007 | Santiago del Cile, 30 novembre 2007 | Santiago del Cile, 30 novembre 2007 |                                     | Finale 3º posto                     | Finale 3º posto                     | Finale 3º posto                     |                                     |
|  |                                     |                                     |                                     |                                     | B1                                  | Spagna                              | 7                                   |                                     | Santiago del Cile, 1º dicembre 2007 | Santiago del Cile, 1º dicembre 2007 | Santiago del Cile, 1º dicembre 2007 | Santiago del Cile, 1º dicembre 2007 | Santiago del Cile, 1º dicembre 2007 |                                     |                                     |
|  | Santiago del Cile, 29 novembre 2007 | Santiago del Cile, 29 novembre 2007 | Santiago del Cile, 29 novembre 2007 | Santiago del Cile, 29 novembre 2007 |                                     | C1                                  | Cile                                | 1                                   |                                     |                                     | A1                                  | Argentina                           | 4                                   |                                     |                                     |
|  | C1                                  | Cile                                | 3                                   |                                     |                                     |                                     |                                     |                                     |                                     | C1                                  | Cile                                | 3                                   |                                     |                                     |                                     |
|  | D2                                  | Italia                              | 1                                   |                                     |                                     |                                     |                                     |                                     |                                     |                                     |                                     |                                     |                                     |                                     |                                     |

#### Tabellone 5º / 8º posto
|  | Semifinali | Semifinali | Semifinali |        |         | Finale 5º posto | Finale 5º posto | Finale 5º posto |  |
|  |            |            |            |        |         |                 |                 |                 |  |
|  | B4         | Colombia   | 0          |        |         |                 |                 |                 |  |
|  | B4         | Colombia   | 0          |        |         |                 |                 |                 |  |
|  | C4         | Francia    | 10         |        |         |                 |                 |                 |  |
|  | C4         | Francia    | 10         |        | Francia | Francia         | 1               |                 |  |
|  |            |            |            |        | Francia | Francia         | 1               |                 |  |
|  |            |            | Italia     | Italia | 2       |                 |                 |                 |  |
|  | A4         | Svizzera   | Italia     | Italia | 2       | 1               |                 |                 |  |
|  | A4         | Svizzera   |            |        |         | 1               |                 |                 |  |
|  | C3         | Italia     | 2          |        |         | Finale 7º posto | Finale 7º posto | Finale 7º posto |  |
|  | C3         | Italia     | 2          |        |         |                 |                 |                 |  |
|  |            |            |            |        |         |                 |                 |                 |  |
|  |            |            |            |        |         | Colombia        | Colombia        | 1               |  |
|  |            |            |            |        |         | Colombia        | Colombia        | 1               |  |
|  |            |            |            |        |         | Svizzera        | Svizzera        | 3               |  |

#### Tabellone 9º / 11º posto
|  | Quarti di finale                    | Quarti di finale                    | Quarti di finale                    |                                     |                                     | Semifinali                          | Semifinali                          | Semifinali                          |                                     |                                     | Finale 9º posto                     | Finale 9º posto                     | Finale 9º posto                     |                                     |                                     |
|  |                                     |                                     |                                     |                                     |                                     |                                     |                                     |                                     |                                     |                                     |                                     |                                     |                                     |                                     |                                     |
|  | Santiago del Cile, 29 novembre 2007 |                                     |                                     |                                     |                                     |                                     |                                     |                                     |                                     |                                     |                                     |                                     |                                     |                                     |                                     |
|  | A3                                  | Stati Uniti                         | 7                                   |                                     |                                     |                                     |                                     |                                     |                                     |                                     |                                     |                                     |                                     |                                     |                                     |
|  | B4                                  | Sudafrica                           | 5                                   |                                     |                                     | Santiago del Cile, 30 novembre 2007 | Santiago del Cile, 30 novembre 2007 | Santiago del Cile, 30 novembre 2007 | Santiago del Cile, 30 novembre 2007 | Santiago del Cile, 30 novembre 2007 |                                     |                                     |                                     |                                     |                                     |
|  |                                     |                                     |                                     |                                     | A3                                  | Stati Uniti                         | 3                                   |                                     |                                     |                                     |                                     |                                     |                                     |                                     |                                     |
|  | Santiago del Cile, 29 novembre 2007 | Santiago del Cile, 29 novembre 2007 | Santiago del Cile, 29 novembre 2007 | Santiago del Cile, 29 novembre 2007 |                                     | D3                                  | Germania                            | 14                                  |                                     |                                     |                                     |                                     |                                     |                                     |                                     |
|  | D3                                  | Germania                            | 27                                  |                                     |                                     |                                     |                                     |                                     |                                     |                                     |                                     |                                     |                                     |                                     |                                     |
|  | C4                                  | Ecuador                             | 0                                   |                                     |                                     |                                     |                                     |                                     |                                     |                                     | Santiago del Cile, 1º dicembre 2007 | Santiago del Cile, 1º dicembre 2007 | Santiago del Cile, 1º dicembre 2007 | Santiago del Cile, 1º dicembre 2007 | Santiago del Cile, 1º dicembre 2007 |
|  |                                     |                                     |                                     |                                     |                                     |                                     |                                     |                                     |                                     |                                     | D3                                  | Germania                            | 4                                   |                                     |                                     |
|  | Santiago del Cile, 29 novembre 2007 | Santiago del Cile, 29 novembre 2007 | Santiago del Cile, 29 novembre 2007 | Santiago del Cile, 29 novembre 2007 | Santiago del Cile, 29 novembre 2007 |                                     |                                     |                                     |                                     |                                     | D4                                  | Brasile                             | 5                                   |                                     |                                     |
|  | B3                                  | Angola                              | 3                                   |                                     |                                     |                                     |                                     |                                     |                                     |                                     |                                     |                                     |                                     |                                     |                                     |
|  | A4                                  | Australia                           | 2                                   |                                     |                                     | Santiago del Cile, 30 novembre 2007 | Santiago del Cile, 30 novembre 2007 | Santiago del Cile, 30 novembre 2007 | Santiago del Cile, 30 novembre 2007 | Santiago del Cile, 30 novembre 2007 |                                     | Finale 11º posto                    | Finale 11º posto                    | Finale 11º posto                    |                                     |
|  |                                     |                                     |                                     |                                     | B3                                  | Angola                              | 0                                   |                                     | Santiago del Cile, 1º dicembre 2007 | Santiago del Cile, 1º dicembre 2007 | Santiago del Cile, 1º dicembre 2007 | Santiago del Cile, 1º dicembre 2007 | Santiago del Cile, 1º dicembre 2007 |                                     |                                     |
|  | Santiago del Cile, 29 novembre 2007 | Santiago del Cile, 29 novembre 2007 | Santiago del Cile, 29 novembre 2007 | Santiago del Cile, 29 novembre 2007 |                                     | D4                                  | Brasile                             | 3                                   |                                     |                                     | A3                                  | Stati Uniti                         | 0                                   |                                     |                                     |
|  | C3                                  | Inghilterra                         | 3                                   |                                     |                                     |                                     |                                     |                                     |                                     | B3                                  | Angola                              | 7                                   |                                     |                                     |                                     |
|  | D4                                  | Brasile                             | 6                                   |                                     |                                     |                                     |                                     |                                     |                                     |                                     |                                     |                                     |                                     |                                     |                                     |

#### Tabellone 13º / 16º posto
|  | Semifinali | Semifinali  | Semifinali  |             |           | Finale 13º posto | Finale 13º posto | Finale 13º posto |  |
|  |            |             |             |             |           |                  |                  |                  |  |
|  | B4         | Sudafrica   | 13          |             |           |                  |                  |                  |  |
|  | B4         | Sudafrica   | 13          |             |           |                  |                  |                  |  |
|  | C4         | Ecuador     | 2           |             |           |                  |                  |                  |  |
|  | C4         | Ecuador     | 2           |             | Sudafrica | Sudafrica        | 3                |                  |  |
|  |            |             |             |             | Sudafrica | Sudafrica        | 3                |                  |  |
|  |            |             | Inghilterra | Inghilterra | 4         |                  |                  |                  |  |
|  | A4         | Australia   | Inghilterra | Inghilterra | 4         | 2                |                  |                  |  |
|  | A4         | Australia   |             |             |           | 2                |                  |                  |  |
|  | C3         | Inghilterra | 13          |             |           | Finale 15º posto | Finale 15º posto | Finale 15º posto |  |
|  | C3         | Inghilterra | 13          |             |           |                  |                  |                  |  |
|  |            |             |             |             |           |                  |                  |                  |  |
|  |            |             |             |             |           | Ecuador          | Ecuador          | 0                |  |
|  |            |             |             |             |           | Ecuador          | Ecuador          | 0                |  |
|  |            |             |             |             |           | Australia        | Australia        | 17               |  |